# Liste der Kehrtunnel (Eisenbahn)
Diese Liste enthält weltweit Kehrtunnel von Eisenbahnstrecken.

## Tunnelart
Wenn die topographischen Gegebenheiten es erfordern, kann der Kreisbogen einer Kehre oder einer Kreiskehrschleife ganz oder teilweise als Kehrtunnel ausgeführt sein.
Tunnel, in denen sich die Trasse in die entgegengesetzte Fahrtrichtung wendet, werden als Wendetunnel oder Schleifentunnel bezeichnet. Sie kommen meist im Zusammenhang von Doppel- oder Mehrfachschleifen oder Seitentalkehren vor. Diese Bauwerke werden in der nachfolgenden Tabelle in der Spalte Tunnelart mit Wendetunnel bezeichnet.
Bauwerke, die in einem Teil der Streckenführung liegen, der eine Wendung von über 360° ausführt, werden als Schraubtunnel, Kreiskehrtunnel oder Spiraltunnel bezeichnet. Bei diesen Streckenführungen kommen zwingend zwei Punkte der Trasse übereinander zu liegen, das heißt, dass die obere Trasse an einer Stelle über die untere Trasse geführt werden muss. Diese Bauwerke werden in der nachfolgenden Tabelle in der Spalte Tunnelart mit Kreiskehrtunnel bezeichnet.

## Strecke
Wenn beim Streckeneintrag eine Klammerangabe () vorhanden ist, heißt das, dass sich dieser Teil in einem anderen Land befindet:
Beispiel: (Brig –) Iselle – Domodossola
Bei diesem Eintrag im Abschnitt Italien befindet sich Brig in der Schweiz.

## Europa

### Deutschland
| Tunnelname               | Tunnelart       | Strecke            | Ort                     | Spur- weite in mm | Länge in m | Neigung in ‰ | Betriebs- art | Bahn- gesellschaft | Drehwinkel               | Lage                            |
| ------------------------ | --------------- | ------------------ | ----------------------- | ----------------- | ---------- | ------------ | ------------- | ------------------ | ------------------------ | ------------------------------- |
| Niederwassertunnel       | Wendetunnel     | Offenburg – Singen | Niederwasser (Hornberg) | 1435              | 558        | 17–19        | Adhäsion      | DB                 | ca. 90°                  | 48° 10′ 12,5″ N, 8° 13′ 37,6″ O |
| Großer Triberger Tunnel  | Wendetunnel     | Offenburg – Singen | Triberg                 | 1435              | 835        | 17–19        | Adhäsion      | DB                 | ca. 90° + 30° Gegenbogen | 48° 8′ 22,7″ N, 8° 14′ 42,4″ O  |
| Großer Stockhalde-Tunnel | Kreiskehrtunnel | Wutachtalbahn      | Grimmelshofen           | 1435              | 1700       | 9.1          | Adhäsion      | DB                 | ca. 270°                 | 47° 47′ 41,2″ N, 8° 30′ 33,1″ O |
| Weiler Kehrtunnel        | Wendetunnel     | Wutachtalbahn      | Grimmelshofen           | 1435              | 1205       |              | Adhäsion      | DB                 | ca. 180°                 | 47° 48′ 9,1″ N, 8° 29′ 15,8″ O  |

### Österreich
| Tunnelname         | Tunnelart   | Strecke             | Ort                  | Spur- weite in mm | Länge in m | Neigung in ‰ | Betriebs- art | Bahn- gesellschaft | Drehwinkel | Lage                            |
| ------------------ | ----------- | ------------------- | -------------------- | ----------------- | ---------- | ------------ | ------------- | ------------------ | ---------- | ------------------------------- |
| Jodoktunnel        | Wendetunnel | Innsbruck – Brenner | St. Jodok am Brenner | 1435              | 481        |              | Adhäsion      | Südbahn-G./ÖBB     | ca. 90°    | 47° 3′ 44,2″ N, 11° 30′ 29″ O   |
| Innsbrucker Tunnel | Wendetunnel | Stubaitalbahn       | Wilten, Innsbruck    | 1000              | 158        |              | Adhäsion      | IVB                | ca. 90°    | 47° 15′ 9,9″ N, 11° 23′ 18,8″ O |

### Schweiz
Die Kehrtunnel der nachfolgenden Tabelle sind, bezogen auf den Ausgangspunkt der Strecken, ungefähr von West nach Ost geordnet.
| Tunnelname                   | Tunnelart                                            | Route                      | Strecke                                                       | Ort              | Spur- weite in mm | Länge in m | Neigung in ‰ | Betriebs- art | Bahn- gesellschaft | Lage                            |      |      |
| Bern                         | Bern                                                 | Bern                       | Bern                                                          | Bern             | Bern              | Bern       | Bern         | Bern          | Bern               | Bern                            | Bern | Bern |
| ---------------------------- | ---------------------------------------------------- | -------------------------- | ------------------------------------------------------------- | ---------------- | ----------------- | ---------- | ------------ | ------------- | ------------------ | ------------------------------- | ---- | ---- |
| Moosbach                     | Wendetunnel                                          | Golden-Pass                | Montreux – Zweisimmen                                         | Zweisimmen       | 1000              | 458        | 62           | Adhäsion      | MOB                | 46° 32′ 14,4″ N, 7° 22′ 43,2″ O |      |      |
| Bunderbach                   | Wendetunnel                                          | Lötschbergbahn             | Brig – Spiez                                                  | Kandergrund      | 1435              | 1655       | 27           | Adhäsion      | BLS                | 46° 32′ 49,3″ N, 7° 40′ 37,3″ O |      |      |
| Jungfrau                     | Wendetunnel Ganze Strecke größtenteils im Tunnel     | Jungfraubahn               | Kleine Scheidegg – Jungfraujoch                               | Eiger            | 1000              | 7122       | 250          | Zahnstange    | JB                 | 46° 34′ 53,4″ N, 8° 0′ 23,4″ O  |      |      |
| Kehrtunnel                   | Wendetunnel                                          | Wengernalpbahn             | Grindelwald – Kleine Scheidegg – Lauterbrunnen                | Wengen           | 800               | 248        | 180          | Zahnstange    | WAB                | 46° 36′ 38,8″ N, 7° 54′ 46,4″ O |      |      |
| Rotenegg                     | Wendetunnel                                          | Schynige Platte-Bahn       | Wilderswil – Schynige Platte                                  | Gsteigwiler      | 800               | 168        | 250          | Zahnstange    | SPB                | 46° 39′ 19,2″ N, 7° 52′ 53,2″ O |      |      |
| Schonegg I Schonegg II       | Wendetunnel                                          | Brienz-Rothorn-Bahn        | Brienz – Rothorn Kulm                                         | Planalp          | 800               | 142 137    | 250          | Zahnstange    | BRB                | 46° 47′ 14,6″ N, 8° 2′ 7,1″ O   |      |      |
| Graubünden                   |                                                      |                            |                                                               |                  |                   |            |              |               |                    |                                 |      |      |
| Greifenstein                 | Kreiskehrtunnel                                      | Albulabahn Glacier-Express | Chur – Thusis – Tiefencastel – Filisur – Samedan – St. Moritz | Filisur          | 1000              | 698        | 35           | Adhäsion      | RhB                | 46° 40′ 34,4″ N, 9° 41′ 40″ O   |      |      |
| God                          | Wendetunnel                                          | Albulabahn Glacier-Express | Chur – Thusis – Tiefencastel – Filisur – Samedan – St. Moritz | Bergün           | 1000              | 486        | 35           | Adhäsion      | RhB                | 46° 37′ 15,8″ N, 9° 45′ 19,2″ O |      |      |
| Plaz                         | Wendetunnel                                          | Albulabahn Glacier-Express | Chur – Thusis – Tiefencastel – Filisur – Samedan – St. Moritz | Bergün           | 1000              | 262        | 35           | Adhäsion      | RhB                | 46° 37′ 41,9″ N, 9° 45′ 31,2″ O |      |      |
| Rugnux                       | Kreiskehrtunnel                                      | Albulabahn Glacier-Express | Chur – Thusis – Tiefencastel – Filisur – Samedan – St. Moritz | Preda            | 1000              | 662        | 35           | Adhäsion      | RhB                | 46° 36′ 13,2″ N, 9° 45′ 1,6″ O  |      |      |
| Toua                         | Kreiskehrtunnel                                      | Albulabahn Glacier-Express | Chur – Thusis – Tiefencastel – Filisur – Samedan – St. Moritz | Preda            | 1000              | 677        | 35           | Adhäsion      | RhB                | 46° 35′ 50,9″ N, 9° 45′ 42,9″ O |      |      |
| Zuondra                      | Kreiskehrtunnel                                      | Albulabahn Glacier-Express | Chur – Thusis – Tiefencastel – Filisur – Samedan – St. Moritz | Preda            | 1000              | 535        | 35           | Adhäsion      | RhB                | 46° 35′ 53″ N, 9° 45′ 44,6″ O   |      |      |
| Palü                         | Wendetunnel                                          | Berninabahn                | St. Moritz – Pontresina – Poschiavo (– Tirano)                | Alp Grüm         | 1000              | 254        | 70           | Adhäsion      | RhB                | 46° 22′ 38,3″ N, 10° 1′ 36,3″ O |      |      |
| Val Pila                     | Wendetunnel                                          | Berninabahn                | St. Moritz – Pontresina – Poschiavo (– Tirano)                | Alp Grüm         | 1000              | 227        | 70           | Adhäsion      | RhB                | 46° 22′ 44,7″ N, 10° 2′ 20,3″ O |      |      |
| Oberer Verona Val Varuna I   | Wendetunnel                                          | Berninabahn                | St. Moritz – Pontresina – Poschiavo (– Tirano)                | Poschiavo        | 1000              | 148        | 70           | Adhäsion      | RhB                | 46° 20′ 32″ N, 10° 2′ 38,5″ O   |      |      |
| Unterer Verona Val Varuna II | Wendetunnel                                          | Berninabahn                | St. Moritz – Pontresina – Poschiavo (– Tirano)                | Poschiavo        | 1000              | 147        | 70           | Adhäsion      | RhB                | 46° 20′ 25″ N, 10° 2′ 55,7″ O   |      |      |
| Balbaliera                   | Wendetunnel                                          | Berninabahn                | St. Moritz – Pontresina – Poschiavo (– Tirano)                | Poschiavo        | 1000              | 122        | 70           | Adhäsion      | RhB                | 46° 21′ 1,1″ N, 10° 3′ 32,1″ O  |      |      |
| Klosters                     | Wendetunnel Ersetzte 1930 die Spitzkehre in Klosters |                            | Landquart – Klosters – Davos                                  | Klosters         | 1000              | 399        | 45           | Adhäsion      | RhB                | 46° 52′ 4,5″ N, 9° 52′ 40,3″ O  |      |      |
| Cavadürli                    | Wendetunnel                                          |                            | Landquart – Klosters – Davos                                  | Klosters         | 1000              | 334        | 45           | Adhäsion      | RhB                | 46° 52′ 30,8″ N, 9° 51′ 16,6″ O |      |      |
| Tessin                       |                                                      |                            |                                                               |                  |                   |            |              |               |                    |                                 |      |      |
| Freggio                      | Kreiskehrtunnel                                      | Gotthardbahn               | Luzern – Göschenen – Airolo – Bellinzona – Chiasso            | Rodi-Fiesso      | 1435              | 1568       | 27           | Adhäsion      | SBB                | 46° 29′ 52,3″ N, 8° 45′ 13,8″ O |      |      |
| Prato                        | Kreiskehrtunnel                                      | Gotthardbahn               | Luzern – Göschenen – Airolo – Bellinzona – Chiasso            | Polmengo, Faido  | 1435              | 1560       | 28           | Adhäsion      | SBB                | 46° 29′ 3,9″ N, 8° 46′ 3,1″ O   |      |      |
| Pianotondo                   | Kreiskehrtunnel                                      | Gotthardbahn               | Luzern – Göschenen – Airolo – Bellinzona – Chiasso            | Giornico         | 1435              | 1508       | 26           | Adhäsion      | SBB                | 46° 25′ 40,2″ N, 8° 51′ 39,7″ O |      |      |
| Travi                        | Kreiskehrtunnel                                      | Gotthardbahn               | Luzern – Göschenen – Airolo – Bellinzona – Chiasso            | Giornico         | 1435              | 1547       | 27           | Adhäsion      | SBB                | 46° 25′ 21,3″ N, 8° 52′ 6,5″ O  |      |      |
| San Nicolao                  | Kehrtunnel                                           | Ferrovia Monte Generoso    | Capolago – Generoso                                           | San Nicolao      | 1000              | 167        | 190          | Zahnstange    | MG                 | 45° 53′ 4,7″ N, 8° 59′ 17,5″ O  |      |      |
| Uri                          |                                                      |                            |                                                               |                  |                   |            |              |               |                    |                                 |      |      |
| Butzen                       | Wendetunnel                                          | Glacier-Express            | Zermatt – Visp – Brig – Andermatt – Disentis                  | Andermatt        | 1000              | 169        | 110          | Zahnstange    | MGB                | 46° 38′ 10,1″ N, 8° 36′ 25,8″ O |      |      |
| Biel                         | Wendetunnel                                          | Glacier-Express            | Zermatt – Visp – Brig – Andermatt – Disentis                  | Andermatt        | 1000              | 279        | 110          | Zahnstange    | MGB                | 46° 38′ 23,6″ N, 8° 36′ 11,3″ O |      |      |
| Rufenen                      | Wendetunnel                                          | Glacier-Express            | Zermatt – Visp – Brig – Andermatt – Disentis                  | Andermatt        | 1000              | 255        | 110          | Zahnstange    | MGB                | 46° 38′ 25,7″ N, 8° 36′ 45,3″ O |      |      |
| Pfaffensprung                | Kreiskehrtunnel                                      | Gotthardbahn               | Luzern – Göschenen – Airolo – Bellinzona – Chiasso            | Gurtnellen       | 1435              | 1476       | 26           | Adhäsion      | SBB                | 46° 43′ 26,6″ N, 8° 36′ 29,3″ O |      |      |
| Wattingen                    | Wendetunnel                                          | Gotthardbahn               | Luzern – Göschenen – Airolo – Bellinzona – Chiasso            | Wassen           | 1435              | 1084       | 26           | Adhäsion      | SBB                | 46° 41′ 37,4″ N, 8° 36′ 4,9″ O  |      |      |
| Leggistein                   | Wendetunnel                                          | Gotthardbahn               | Luzern – Göschenen – Airolo – Bellinzona – Chiasso            | Wassen           | 1435              | 1090       | 26           | Adhäsion      | SBB                | 46° 42′ 53,7″ N, 8° 35′ 55,5″ O |      |      |
| Waadt                        |                                                      |                            |                                                               |                  |                   |            |              |               |                    |                                 |      |      |
| Gilamont                     | Wendetunnel                                          | Les Pléiades               | Vevey – Les Pléiades                                          | Vevey            | 1000              | 84         | 50           | Adhäsion      | MVR (CEV)          | 46° 28′ 14,8″ N, 6° 51′ 13,6″ O |      |      |
| Montreux                     | Wendetunnel                                          | Golden-Pass                | Montreux – Zweisimmen                                         | Montreux         | 1000              | 184        | 65           | Adhäsion      | MOB                | 46° 26′ 3,7″ N, 6° 54′ 49,7″ O  |      |      |
| Chamby                       | Wendetunnel                                          | Golden-Pass                | Montreux – Zweisimmen                                         | Chamby           | 1000              | 314        | 67           | Adhäsion      | MOB                | 46° 27′ 2,7″ N, 6° 54′ 52,9″ O  |      |      |
| Valmont                      | Wendetunnel                                          | Rochers de Naye            | Montreux – Rochers de Naye                                    | Glion            | 800               | 385        | 130          | Zahnstange    | MVR (MTGN)         | 46° 25′ 39,5″ N, 6° 55′ 52,2″ O |      |      |
| Tremblex                     | Wendetunnel                                          | Rochers de Naye            | Montreux – Rochers de Naye                                    | Caux             | 800               | 144        | 220          | Zahnstange    | MVR (MTGN)         | 46° 26′ 12,1″ N, 6° 56′ 10,8″ O |      |      |
| Jaman                        | Wendetunnel                                          | Rochers de Naye            | Montreux – Rochers de Naye                                    | Dent de Jaman    | 800               | 77         | 220          | Zahnstange    | MVR (MTGN)         | 46° 26′ 34,8″ N, 6° 58′ 35″ O   |      |      |
| Leysin                       | Wendetunnel                                          | Aigle–Leysin               | Aigle – Leysin-Grand Hotel                                    | Leysin-Feydey    | 1000              | 233        | 223          | Zahnstange    | TPC (AL)           | 46° 20′ 45,7″ N, 7° 0′ 31,1″ O  |      |      |
| Grand-Hôtel                  | Wendetunnel                                          | Aigle–Sépey–Diablerets     | Aigle – Les Diablerets                                        | Aigle            | 1000              | 119        | 60           | Adhäsion      | TPC (ASD)          | 46° 18′ 52,9″ N, 6° 59′ 11,7″ O |      |      |
| Fontannaz-Seulaz             | Wendetunnel                                          | Bex–Villars–Bretaye        | Bex – Bretaye                                                 | Fontannaz-Seulaz | 1000              | 182        | 195          | Zahnstange    | TPC (BVB)          | 46° 16′ 8,8″ N, 7° 3′ 31,9″ O   |      |      |
| Wallis                       |                                                      |                            |                                                               |                  |                   |            |              |               |                    |                                 |      |      |
| Charbon                      | Wendetunnel                                          | Mont-Blanc Express         | Martigny – Châtelard (– Vallorcine – Chamonix)                | Salvan           | 1000              | 419        | 200          | Zahnstange    | MC                 | 46° 7′ 58,5″ N, 7° 1′ 49″ O     |      |      |
| Grengiols I – Deischerkehre  | Kreiskehrtunnel                                      | Glacier-Express            | Zermatt – Visp – Brig – Andermatt – Disentis                  | Grengiols        | 1000              | 502        | 96           | Zahnstange    | MGB                | 46° 22′ 44,9″ N, 8° 5′ 52,6″ O  |      |      |
| Landtunnel                   | Wendetunnel                                          | Gornergratbahn             | Zermatt – Gornergrat                                          | Riffelalp        | 1000              | 174        | 200          | Zahnstange    | GGB                | 46° 0′ 3,4″ N, 7° 44′ 35,4″ O   |      |      |

### Bosnien und Herzegowina
| Tunnelname | Tunnelart                               | Strecke             | Ort    | Spur- weite in mm | Länge in m | Neigung in ‰ | Betriebs- art | Bahn- gesellschaft | Besonderheiten                      | Lage                             |
| ---------- | --------------------------------------- | ------------------- | ------ | ----------------- | ---------- | ------------ | ------------- | ------------------ | ----------------------------------- | -------------------------------- |
| Nummer 15  | Wendetunnel                             | Sarajevo – Višegrad | Pale   | 760               | 377        | 18           | Adhäsion      | damalige JŽ        | Bosnische Ostbahn, 1978 eingestellt | 43° 47′ 13,6″ N, 18° 39′ 46,8″ O |
|            | Doppelschleife und zwei Seitentalkehren | Sarajevo–Ploče      | Ovčari | 1435              |            | 25           | Adhäsion      | ŽFBH               |                                     | 43° 40′ 1,6″ N, 17° 58′ 58,8″ O  |

### Bulgarien
| Tunnelname | Tunnelart                                          | Bahn         | Strecke                                          | Ort                          | Spur- weite in mm | Länge in m | Neigung in ‰ | Betriebs- art | Bahn- gesellschaft | Lage                            |
| ---------- | -------------------------------------------------- | ------------ | ------------------------------------------------ | ---------------------------- | ----------------- | ---------- | ------------ | ------------- | ------------------ | ------------------------------- |
| Nummer 35  | Kehrtunnel                                         | Rhodopenbahn | Septemwri (Септември) - Dobrinischte (Добринище) | Tscherna Mesta (Черна Места) | 760               |            |              | Adhäsion      | BDŽ                | 42° 2′ 10,2″ N, 23° 44′ 53,5″ O |
|            | Doppelschleife, Seitentalkehre und Kreiskehrtunnel | Rhodopenbahn | Septemwri (Септември) - Dobrinischte (Добринище) | Sveta Petka (Света Петка)    | 760               |            |              | Adhäsion      | BDŽ                | 42° 2′ 33″ N, 23° 51′ 4,3″ O    |

### Frankreich
| Tunnelname | Tunnelart       | Bahn                        | Strecke                                              | Ort                         | Spur- weite in mm | Länge in m | Neigung in ‰ | Betriebs- art | Bahn- gesellschaft | Lage                            |
| ---------- | --------------- | --------------------------- | ---------------------------------------------------- | --------------------------- | ----------------- | ---------- | ------------ | ------------- | ------------------ | ------------------------------- |
| Boucle     | Kreiskehrtunnel | Tarentaise-Bahn             | Saint-Pierre-d’Albigny – Bourg-Saint-Maurice         | Moûtiers                    | 1435              | 1400       |              | Adhäsion      | SNCF               | 45° 29′ 18,2″ N, 6° 32′ 22,6″ O |
| Sayerce    | Kreiskehrtunnel | Westliche Transpyrenäenbahn | Pau – Bedous (– Canfranc – Zaragoza)                 | Urdos                       | 1435              | 1792       | 34           | Adhäsion      | SNCF               | 42° 50′ 51″ N, 0° 32′ 50″ W     |
| Saillens   | Kreiskehrtunnel | Östliche Transpyrenäenbahn  | Toulouse – Latour-de-Carol (– Puigcerdà – Barcelona) | L’Hospitalet-près-l’Andorre | 1435              | 1751       |              | Adhäsion      | SNCF               | 42° 36′ 20,2″ N, 1° 49′ 10,6″ O |

#### Tendabahn
Kehrtunnel auf französischen Gebiet
| Tunnelname | Tunnelart       | Strecke                                        | Ort       | Spur- weite in mm | Länge in m | Neigung in ‰ | Betriebs- art | Bahn- gesellschaft | Quelle | Bemerkung | Lage                           |
| ---------- | --------------- | ---------------------------------------------- | --------- | ----------------- | ---------- | ------------ | ------------- | ------------------ | ------ | --- | ------------------------------ |
| Branego    | Wendetunnel     | (Cuneo –) Col de Tende – Breil (– Ventimiglia) | Tende     | 1435              | 1273       |              | Adhäsion      | SNCF               | [ 17 ] | | 44° 6′ 26,1″ N, 7° 33′ 37,1″ O |
| Cagnolina  | Kreiskehrtunnel | (Cuneo –) Col de Tende – Breil (– Ventimiglia) | Tende     | 1435              | 1468       |              | Adhäsion      | SNCF               | [ 18 ] | längster Tunnel der Kreiskehre von Tenda, die aus fünf Tunnel besteht und bis auf etwa 45° vollständig überdeckt ist  | 44° 6′ 5,4″ N, 7° 35′ 55,4″ O  |
| Bosseglia  | Wendetunnel     | (Cuneo –) Col de Tende – Breil (– Ventimiglia) | La Brigue | 1435              | 1584       |              | Adhäsion      | SNCF               | [ 19 ] | | 44° 3′ 58″ N, 7° 36′ 30,5″ O   |
| Rioro      | Kreiskehrtunnel | (Cuneo –) Col de Tende – Breil (– Ventimiglia) | La Brigue | 1435              | 1828       |              | Adhäsion      | SNCF               | [ 20 ] | | 44° 3′ 14,1″ N, 7° 35′ 41,5″ O |
| Biogna     | Wendetunnel     | (Cuneo –) Col de Tende – Breil (– Ventimiglia) | Tende     | 1435              | 1154       |              | Adhäsion      | SNCF               | [ 21 ] | | 44° 3′ 0,2″ N, 7° 34′ 47,2″ O  |
| Porcarezzo | Wendetunnel     | (Cuneo –) Col de Tende – Breil (– Ventimiglia) | La Brigue | 1435              | 1249       |              | Adhäsion      | SNCF               | [ 22 ] | | 44° 2′ 58,5″ N, 7° 35′ 35,6″ O |
| Berghe     | Kreiskehrtunnel | (Cuneo –) Col de Tende – Breil (– Ventimiglia) | Fontan    | 1435              | 1883       |              | Adhäsion      | SNCF               | [ 23 ] | längster Tunnel der Kreiskehre von Bergue, die aus vier Tunnel besteht und bis auf etwa 90° vollständig überdeckt ist | 44° 1′ 15,9″ N, 7° 33′ 17,1″ O |

### Italien
| Tunnelname               | Tunnelart                                                                                            | Bahn                | Strecke                                                  | Ort                          | Spur- weite in mm | Länge in m  | Neigung in ‰ | Betriebs- art | Bahn- gesellschaft                                                 | Besonderheiten                                                                                           | Lage                             |             |             |
| Norditalien              | Norditalien                                                                                          | Norditalien         | Norditalien                                              | Norditalien                  | Norditalien       | Norditalien | Norditalien  | Norditalien   | Norditalien                                                        | Norditalien                                                                                              | Norditalien                      | Norditalien | Norditalien |
| ------------------------ | --- | ------------------- | -------------------------------------------------------- | ---------------------------- | ----------------- | ----------- | ------------ | ------------- | ------------------------------------------------------------------ | --- | -------------------------------- | ----------- | ----------- |
| Kehrtunnel Marling       | Wendetunnel                                                                                          | Vinschgaubahn       | Meran – Naturns – Latsch – Schlanders – Spondinig – Mals | Marling/Marlengo             | 1435              | 598         | 22           | Adhäsion      | k. u. k. Südbahngesellschaft; Ferrovie dello Stato; SAD Nahverkehr | 1906 als zweiter Kehrtunnel in Südtirol eröffnet, seit 2005 wieder in Betrieb                            | 46° 39′ 32,5″ N, 11° 8′ 9,3″ O   |             |             |
| Aster Tunnel             | Wendetunnel                                                                                          | Brennerbahn         | Verona – Trient – Bozen – Brixen – Brenner – Innsbruck   | Pflersch bei Gossensaß       | 1435              | 761         | 16,56        | Adhäsion      | k. u. k. Südbahngesellschaft; Ferrovie dello Stato                 | 1867 als einer der ersten Kehrtunnel weltweit eröffnet, seit 1999 durch den neuen Pflerschtunnel ersetzt | 46° 57′ 14,3″ N, 11° 24′ 0,4″ O  |             |             |
| Pflerschtunnel           | Wendetunnel                                                                                          | Brennerbahn         | Verona – Trient – Bozen – Brixen – Brenner – Innsbruck   | Pflersch bei Gossensaß       | 1435              | 7349        |              | Adhäsion      | Ferrovie dello Stato                                               | ersetzt den Aster Tunnel                                                                                 | 46° 57′ 44,3″ N, 11° 25′ 47,6″ O |             |             |
| Kehrtunnel St. Christina | Wendetunnel                                                                                          | Grödner Bahn        | Klausen/Chiusa – Plan                                    | St. Christina/Santa Cristina | 760               | 203         | ?            | Adhäsion      | k. u. k. Heeresfeldbahn; Ferrovie dello Stato                      | löste eine Spitzkehre ab                                                                                 | 46° 33′ 34,2″ N, 11° 42′ 54,9″ O |             |             |
| Varzo elicoidale         | Kreiskehrtunnel                                                                                      | Simplonlinie        | (Brig –) Iselle – Domodossola                            | Iselle, Varzo                | 1435              | 2968        | 22           | Adhäsion      | FS                                                                 | wahrscheinlich längster Spiraltunnel der Welt                                                            | 46° 13′ 6,6″ N, 8° 13′ 46,1″ O   |             |             |
| Pelcetino                | Wendetunnel                                                                                          | Centovallibahn      | (Locarno – Intragna –) Camedo – Domodossola              | Trontano                     | 1000              | 196         | 60           | Adhäsion      | (FART), SSIF                                                       | | 46° 7′ 30,1″ N, 8° 19′ 37,2″ O   |             |             |
| Vernante                 | Wendetunnel                                                                                          | Tendabahn           | Cuneo – Col de Tende (– Breil –) Ventimiglia             | Vernante                     | 1435              |             |              | Adhäsion      | FS                                                                 | | 44° 14′ 34,5″ N, 7° 33′ 0″ O     |             |             |
| Cantagalletto-Tunnel     | Kreiskehrtunnel                                                                                      |                     | Turin–Savona                                             | Maschio                      | 1435              | 605         |              | Adhäsion      | FS                                                                 | | 44° 20′ 0,7″ N, 8° 26′ 35″ O     |             |             |
| Mittelitalien            | |                     |                                                          |                              |                   |             |              |               |                                                                    | |                                  |             |             |
| Tassinare                | Anordnung von 5 Schleifen, davon 4 in Wendetunnel, zwei Wendetunnel mit überkreuzter Streckenführung |                     | Bahnstrecke Spoleto–Norcia                               | Tassinare                    | 950               |             |              | Adhäsion      | Società subalpina di imprese ferroviarie (SSIF)                    | eröffnet 1926; stillgelegt 1968                                                                          | 42° 44′ 30,1″ N, 12° 49′ 19,2″ O |             |             |
| Süditalien               | |                     |                                                          |                              |                   |             |              |               |                                                                    | |                                  |             |             |
| Metrotunnel              | Kreiskehrtunnel                                                                                      | Metronapoli Linie 1 | Napoli                                                   |                              | 1435              |             | 55           | Adhäsion      | Metronapoli                                                        | U-Bahn                                                                                                   | 40° 50′ 29,9″ N, 14° 13′ 46,4″ O |             |             |
| Castelluccio             | Kreiskehrtunnel                                                                                      |                     | Lagonegro–Spezzano Albanese                              | Castelluccio Superiore       | 950               | 485         | 40           | Adhäsion      | MCL, FCL                                                           | eröffnet 1929; stillgelegt 1978                                                                          | 40° 0′ 30,1″ N, 15° 57′ 59″ O    |             |             |
| Spiraltunnel Fratte      | Kreiskehrtunnel                                                                                      |                     | Bahnstrecke Salerno–Mercato S. Severino                  | Fratte                       | 1435              | 2395        |              | Adhäsion      | FS                                                                 | | 40° 42′ 11,3″ N, 14° 45′ 48″ O   |             |             |
|                          | Wendetunnel mit überkreuzter Streckenführung                                                         |                     | Pedace–San Giovanni in Fiore                             | Serra Pedace                 | 950               |             |              | Adhäsion      | MCL, FCL                                                           | eröffnet 1922; stillgelegt 2010                                                                          | 39° 16′ 41,8″ N, 16° 20′ 25″ O   |             |             |
| Sizilien                 | |                     |                                                          |                              |                   |             |              |               |                                                                    | |                                  |             |             |
|                          | Wendetunnel                                                                                          |                     | Canicattì–Syrakus                                        | Ragusa                       | 1435              |             | 25           | Adhäsion      | FS                                                                 | | 36° 55′ 1,5″ N, 14° 44′ 12,5″ O  |             |             |
| Sardinien                | |                     |                                                          |                              |                   |             |              |               |                                                                    | |                                  |             |             |
|                          | Kreiskehrtunnel                                                                                      |                     | Bahnstrecke Sássari–Tempio Pausania                      | Bortigiadas                  | 950               | 336         |              | Adhäsion      | FdS                                                                | nur Ausflugsverkehr (Trenino Verde)                                                                      |                                  |             |             |

### Kroatien
| Tunnelname                                     | Tunnelart       | Strecke                      | Ort     | Spur- weite in mm | Länge in m | Neigung in ‰ | Betriebs- art | Bahn- gesellschaft | Besonderheiten | Lage |
| ---------------------------------------------- | --------------- | ---------------------------- | ------- | ----------------- | ---------- | ------------ | ------------- | ------------------ | --- | ---- |
| Kehrtunnel im Streckenabschnitt Uskoplje–Brgat | Wendetunnel     | Uskoplje–Gruž                | Ivanica | 760               | 276        |              | Adhäsion      | kkStB; BHStB; JŽ   | 1976 eingestellt, unter Grenze Bosnien und Herzegowina / Dalmatien, später gesamthaft Jugoslawien, heutige Staatsgrenze Bosnien und Herzegowina / Kroatien |      |
| Brajdica                                       | Kreiskehrtunnel | Sušak-Pećine–Rijeka Brajdica | Rijeka  | 1435              | 1838       |              | Adhäsion      | HŽ                 | |      |

### Norwegen
| Tunnelname            | Tunnelart   | Strecke    | Ort    | Spur- weite in mm | Länge in m | Neigung in ‰ | Betriebs- art | Bahn- gesellschaft | Lage                           |
| --------------------- | ----------- | ---------- | ------ | ----------------- | ---------- | ------------ | ------------- | ------------------ | ------------------------------ |
| Grønbogen vendetunnel | Wendetunnel | Dovrebanen | Dombås | 1435              | 738 m      |              | Adhäsion      | NSB                | 62° 6′ 56,4″ N, 9° 5′ 41,4″ O  |
| Vatnahalsen tunnel    | Wendetunnel | Flåmsbana  | Myrdal | 1435              | 888 m      |              | Adhäsion      | NSB                | 60° 44′ 30,6″ N, 7° 7′ 48,4″ O |
| Stavem tunnel         | Wendetunnel | Raumabanen | Verma  | 1435              | 1395 m     |              | Adhäsion      | NSB                | 62° 21′ 56,6″ N, 8° 3′ 31,1″ O |

### Slowakei
| Tunnelname       | Tunnelart       | Strecke                 | Ort     | Spur- weite in mm | Länge in m | Neigung in ‰ | Betriebs- art | Bahn- gesellschaft | Lage                             |
| ---------------- | --------------- | ----------------------- | ------- | ----------------- | ---------- | ------------ | ------------- | ------------------ | -------------------------------- |
| Telgártsky tunel | Kreiskehrtunnel | Margecany–Červená Skala | Telgárt | 1435              | 1240       | 12,5         | Adhäsion      | ZSSK               | 48° 51′ 24,9″ N, 20° 11′ 55,5″ O |

### Spanien
| Tunnelname         | Tunnelart                | Strecke                             | Ort               | Spur- weite in mm   | Länge in m    | Neigung in ‰ | Betriebs- art | Bahn- gesellschaft    | Besonder- heiten  | Lage                            |
| ------------------ | ------------------------ | ----------------------------------- | ----------------- | ------------------- | ------------- | ------------ | ------------- | --------------------- | ----------------- | ------------------------------- |
| Nr. 6, 7, 8        | Schleife mit zwei Wenden | Zaragoza — Jaca — Canfranc (— Pau)  | Castiello de Jaca | 1668 (geplant 1435) | 868, 236, 375 | 20           | Adhäsion      | RENFE                 |                   | 42° 39′ 34,4″ N, 0° 32′ 31,5″ W |
| Túnel del Cargol   | Kreiskehrtunnel          | Barcelona–Latour-de-Carol – Enveitg | Toses             | 1668                |               |              | Adhäsion      | RENFE                 |                   | 42° 19′ 30″ N, 2° 1′ 45″ O      |
| Cinc-cents         | Wendetunnel              | Bunyola – Sóller                    | Sóller            | 914                 | 530           |              | Adhäsion      | Ferrocarril de Sóller |                   | 39° 46′ 15,4″ N, 2° 41′ 39,5″ O |
| Bustiello (Nr. 58) | Wendetunnel              | León–Gijón                          | Malvedo           | 1668                | 889           |              | Adhäsion      | RENFE                 | Basistunnel als … | 43° 6′ 55,1″ N, 5° 47′ 36″ W    |
| Orria (Nr. 70)     | Wendetunnel              | León–Gijón                          | Fierros           | 1668                | 1061          |              | Adhäsion      | RENFE                 | … Ersatz im Bau   | 43° 3′ 55,4″ N, 5° 46′ 4,5″ W   |

### Ungarn
| Tunnelname        | Tunnelart   | Strecke                  | Ort      | Spur- weite in mm | Länge in m | Neigung in ‰ | Betriebs- art | Bahn- gesellschaft                    | Besonderheiten | Lage |
| ----------------- | ----------- | ------------------------ | -------- | ----------------- | ---------- | ------------ | ------------- | ------------------------------------- | -------------- | ---- |
| Hárs-hegyi alagút | Wendetunnel | Kindereisenbahn Budapest | Budapest | 760               | 198        |              | Adhäsion      | MÁV Zrt. Széchenyi-hegyi Gyermekvasút |                |      |

## Afrika

### Südafrika
| Tunnelname | Tunnelart                                    | Strecke         | Ort               | Spur- weite in mm | Länge in m | Neigung in ‰ | Betriebs- art | Bahn- gesellschaft | Lage                             |
| ---------- | -------------------------------------------- | --------------- | ----------------- | ----------------- | ---------- | ------------ | ------------- | ------------------ | -------------------------------- |
|            | Wendetunnel mit überkreuzter Streckenführung | Natal Main Line | Van Reenen’s Pass | 1067              | 435 + 1183 | 10           | Adhäsion      | TFR                | 28° 21′ 50,1″ S, 29° 25′ 46,7″ O |

## Amerika

### Kanada
| Tunnelname          | Tunnelart                                    | Strecke             | Ort                | Spur- weite in mm | Länge in m | Neigung in ‰ | Betriebs- art | Bahn- gesellschaft | Lage                             |
| ------------------- | -------------------------------------------- | ------------------- | ------------------ | ----------------- | ---------- | ------------ | ------------- | ------------------ | -------------------------------- |
| Spiral Tunnel Nr. 1 | Wendetunnel mit überkreuzter Streckenführung | Lake Louise – Field | Kicking Horse Pass | 1435              | 992        | 22           | Adhäsion      | CPR                | 51° 25′ 17,3″ N, 116° 25′ 8″ W   |
| Spiral Tunnel Nr. 2 | Wendetunnel mit überkreuzter Streckenführung | Lake Louise – Field | Kicking Horse Pass | 1435              | 891        | 22           | Adhäsion      | CPR                | 51° 26′ 9,7″ N, 116° 24′ 12,7″ W |

## Asien

### China
| Tunnelname            | Tunnelart                                                                            | Strecke       | Ort         | Spur- weite in mm | Länge in m | Neigung in ‰ | Betriebs- art | Bahn- gesellschaft | Lage                             |
| --------------------- | ------------------------------------------------------------------------------------ | ------------- | ----------- | ----------------- | ---------- | ------------ | ------------- | ------------------ | -------------------------------- |
| Guanyinshan-Schleifen | 2 Doppelschleifen mit drei Wendetunnel, einer davon mit überkreuzter Streckenführung | Baoji–Chengdu | Guanyinshan | 1435              |            | 33           | Adhäsion      | China Railway      | 34° 16′ 8,4″ N, 106° 59′ 19,3″ O |

### Iran
| Tunnelname               | Tunnelart | Strecke                                        | Ort       | Spur- weite in mm | Länge in m | Neigung in ‰ | Betriebs- art | Bahn- gesellschaft   | Lage                             | Quelle |
| ------------------------ | --- | ---------------------------------------------- | --------- | ----------------- | ---------- | ------------ | ------------- | -------------------- | -------------------------------- | ------ |
| Doppelschleife Dogwal    | Doppelschleife mit 2 Wendetunnel, davon einer mit überkreuzter Streckenführung, wobei auch die untere Schleife überquert wird | Transiranische Eisenbahn, Garmsar–Incheh Borun | Dogwal    | 1435              |            |              | Adhäsion      | Iranischen Eisenbahn | 35° 51′ 43,7″ N, 52° 57′ 44,5″ O | [ 26 ] |
| Doppelschleife Dogwal    | Doppelschleife mit 2 Wendetunnel                                                                                              | Transiranische Eisenbahn, Garmsar–Incheh Borun | Dogwal    | 1435              |            |              | Adhäsion      | Iranischen Eisenbahn | 35° 53′ 13,9″ N, 52° 58′ 37,6″ O |        |
| Doppelschleife Veresk    | Doppelschleife mit 2 Wendetunnel                                                                                              | Transiranische Eisenbahn, Garmsar–Incheh Borun | Veresk    | 1435              |            |              | Adhäsion      | Iranischen Eisenbahn | 35° 54′ 42,5″ N, 52° 59′ 22,6″ O |        |
| Seitentalkehre Seleben   | Wendetunnel | Transiranische Eisenbahn, Garmsar–Incheh Borun | Seleben   | 1435              |            |              | Adhäsion      | Iranischen Eisenbahn | 35° 55′ 29,3″ N, 52° 58′ 20,3″ O |        |
| Doppelschleife Sorkhabad | Doppelschleife mit 2 Wendetunnel                                                                                              | Transiranische Eisenbahn, Garmsar–Incheh Borun | Sorkhabad | 1435              |            |              | Adhäsion      | Iranischen Eisenbahn | 35° 57′ 15,4″ N, 53° 0′ 21,5″ O  |        |
| Doppelschleife Alebon    | Doppelschleife mit 2 Wendetunnel                                                                                              | Transiranische Eisenbahn, Garmsar–Incheh Borun | Alebon    | 1435              |            |              | Adhäsion      | Iranischen Eisenbahn | 36° 2′ 42,3″ N, 53° 3′ 12,8″ O   |        |

## Ozeanien

### Neuseeland
| Tunnelname      | Tunnelart                            | Strecke                 | Ort     | Spur- weite in mm | Länge in m | Neigung in ‰ | Betriebs- art | Bahn- gesellschaft               | Lage                        |
| --------------- | ------------------------------------ | ----------------------- | ------- | ----------------- | ---------- | ------------ | ------------- | -------------------------------- | --------------------------- |
| Raurimu-Spirale | Kreiskehrtunnel zu 3/4 offen geführt | North Island Main Trunk | Raurimu | 1067              | ?          | 19           | Adhäsion      | New Zealand Railways Corporation | 39° 7′ 15″ S, 175° 24′ 5″ O |